# Synagogue de Novibuco 1

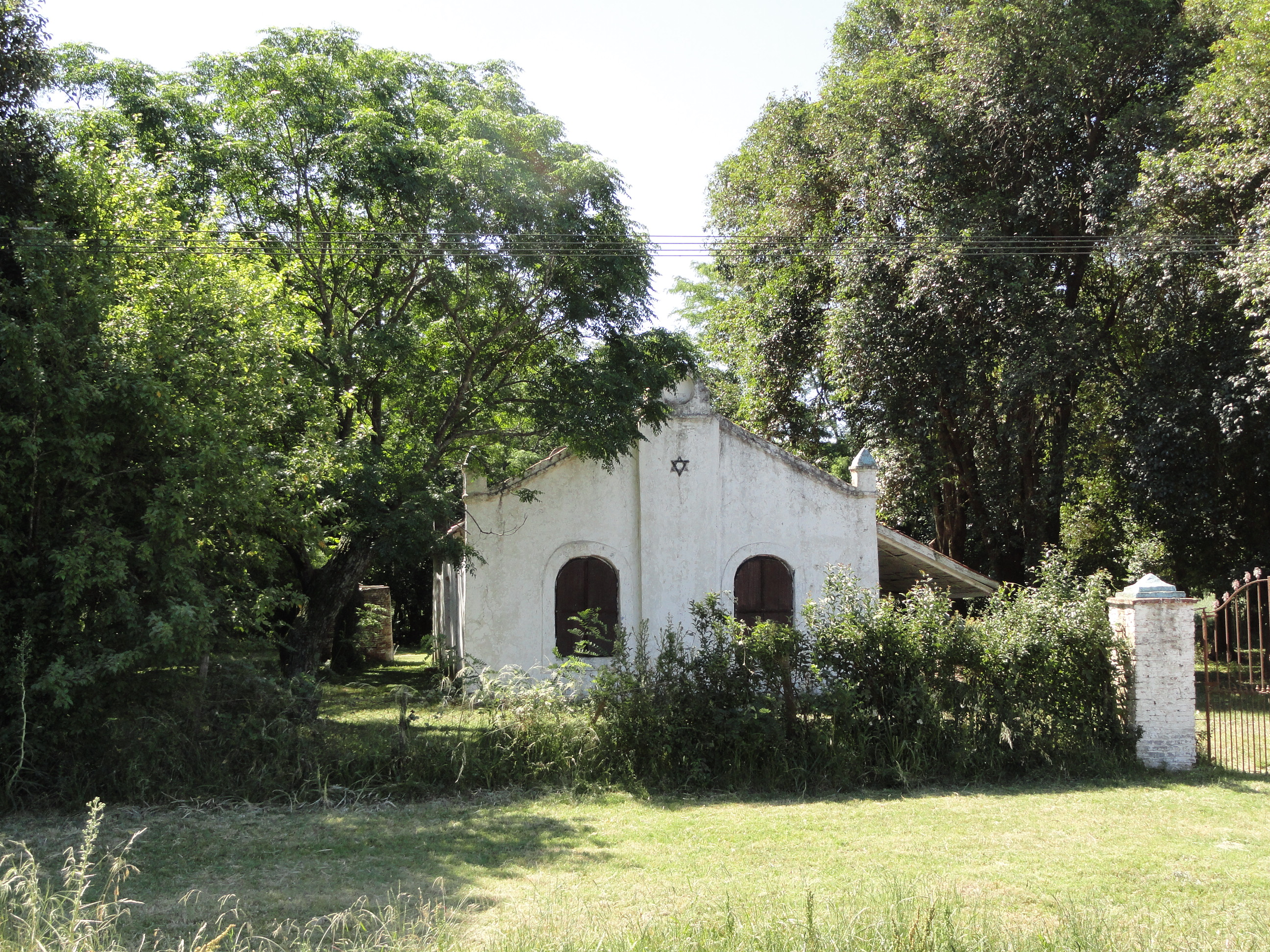
La synagogue vue de la rue

La synagogue de Novibuco 1 ou synagogue de la Colonie 1, est la synagogue du hameau de Novibuco 1 situé à la périphérie de la ville de Basavilbaso, dans la province d'Entre Ríos en Argentine qui faisait partie de la colonie juive de Lucienville.
Lucienville est une des colonies juives fondées en Argentine à la fin du XIXe siècle et au début du XXe siècle par le baron Maurice de Hirsch dans le but de sauver les Juifs de l'Empire russe. Lucienville a été nommé à la mémoire de Lucien, fils du baron Hirsch, décédé en 1887.
Cette synagogue figure dans le circuit touristique des colonies juives.

## Description
La synagogue-ranch est construite en 1895, un an après la fondation de Lucienville.  Elle est située dans un jardin arboré, fermé par une grille en fer forgé. Son architecture est extrêmement simple, révélant l'absence de professionnels de la construction dans la région et la disponibilité limitée des matériaux qui devaient être apportés de Concepción del Uruguay ou fabriqués sur place. La synagogue se compose de deux pièces, une grande servant de salle de prière  pour les hommes et une plus petite servant  de salle de réunion, de salle de classe pour l'éducation religieuse et d'où les femmes peuvent assister aux offices grâce aux quatre petites ouvertures percées dans le mur séparant les deux pièces. C'est dans cette petite salle qu'est née l'idée de la création d'une coopérative. 

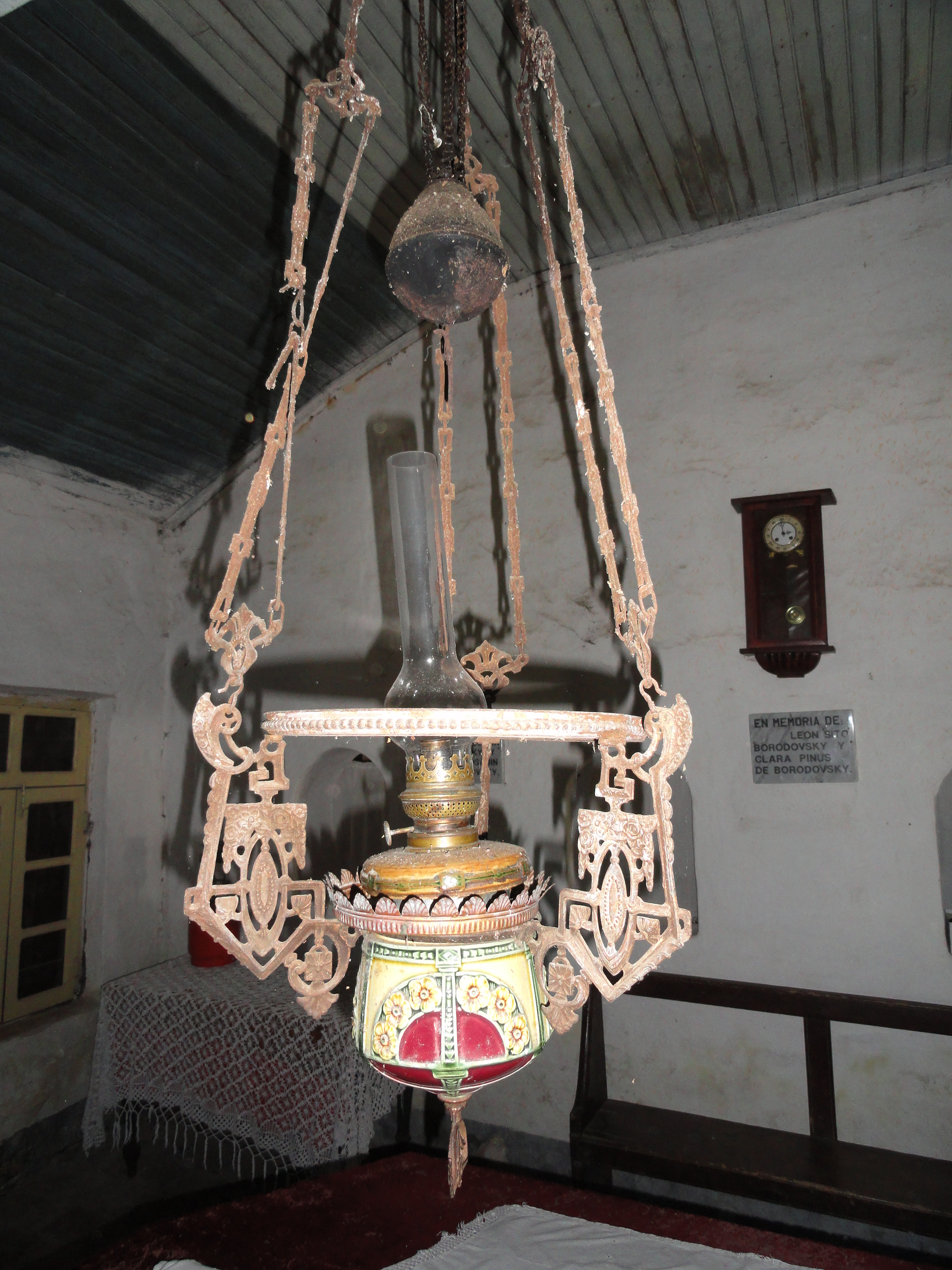
Une des lampes à kérosène

Les murs du bâtiment ont 45 centimètres d'épaisseur et sont faits en briques déposées sur de la boue et recouverts d'un crépi de chaux. Le toit est fait de tôles ondulées en zinc peintes en rouge et se prolonge sur le côté de la porte d'entrée pour servir d'auvent. Le sol est recouvert d'un carrelage en terre cuite rouge. Le plafond des deux pièces est formé de lattes de bois peintes, avec des retombées sur les deux côtés latéraux..
La salle de prière est éclairée par la lumière naturelle grâce aux deux fenêtres à arc plein-cintre du côté de la façade où est situé l'Arche Sainte et aux deux fenêtres rectangulaires  se trouvant sur chacun les deux côtés latéraux. La salle des femmes possède deux fenêtres rectangulaires, une de chaque côté.
La salle de prière est éclairée le soir par cinq lampes à kérosène en porcelaine décorée de forme et de couleur différentes, ramenées de Russie par les immigrants. De même les rouleaux de Torah ainsi que les livres de prière avaient pour la plupart été ramenés aussi de Russie.   

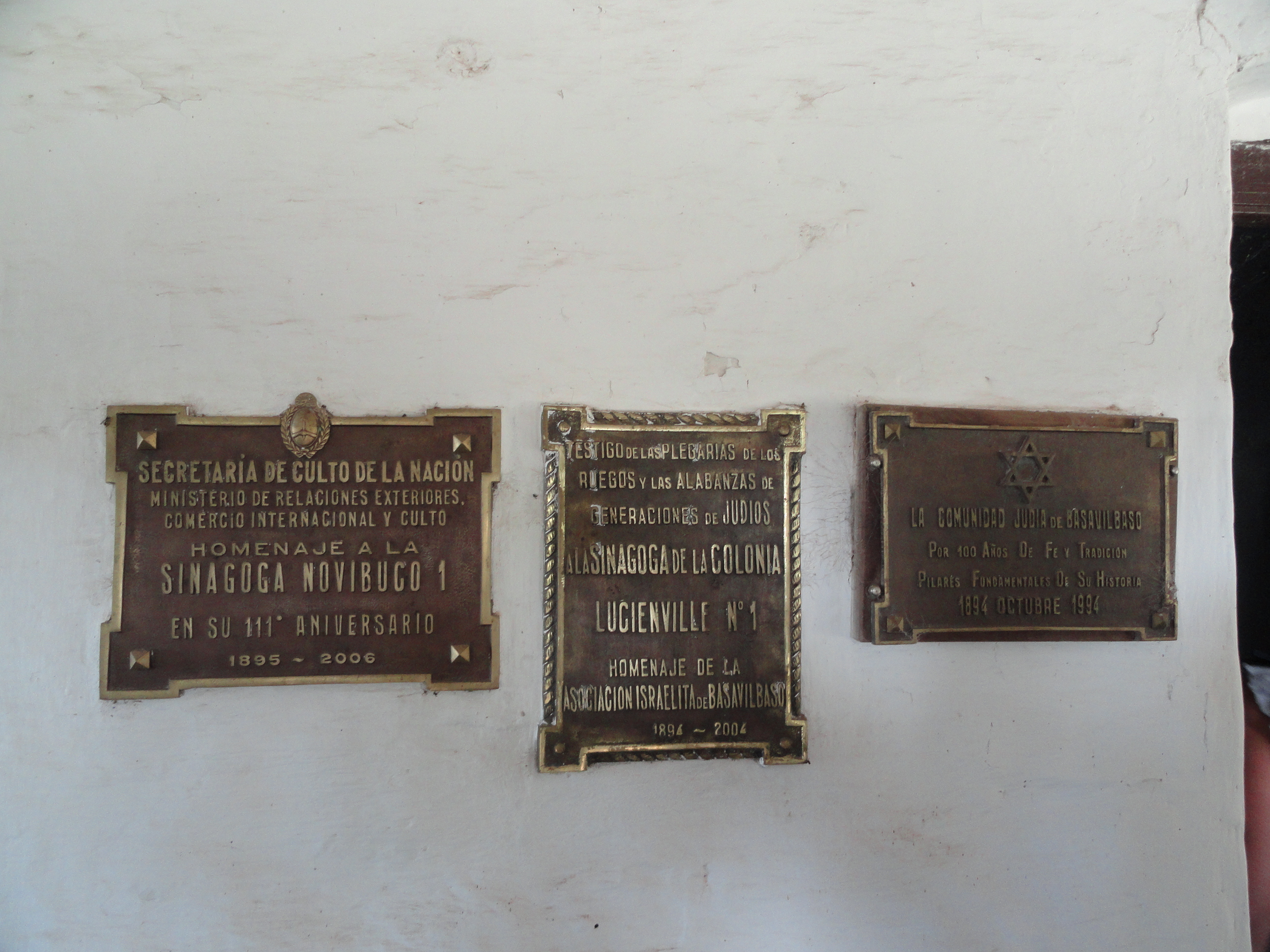
Plaques commémoratives à l'entrée de la synagogue

Actuellement, l'utilisation de la synagogue est sporadique, mais elle est encore consacrée. Elle dépend de l'AMIA (Association mutuelle israélite argentine) locale.
Le 23 juillet 2006, le secrétaire du culte, dépendant du ministère des Affaires étrangères, du commerce international et du culte, dévoile une plaque commémorative pour les 111 ans de la synagogue. Lors de cet hommage, le directeur de la communauté juive de Basavilbaso, Carlos Kusnik, a souligné,: 
« Nous honorerons la mémoire des pionniers, nos ainés, si nous travaillons pour le bien commun, si nous agissons de façon désintéressée, en pensant à la prospérité de la nation, en acceptant notre prochain avec ses différences évidentes de pensée, de foi et de croyances, de coutumes et de traditions, en voyant en chacun un de nos semblables. »

## Galerie

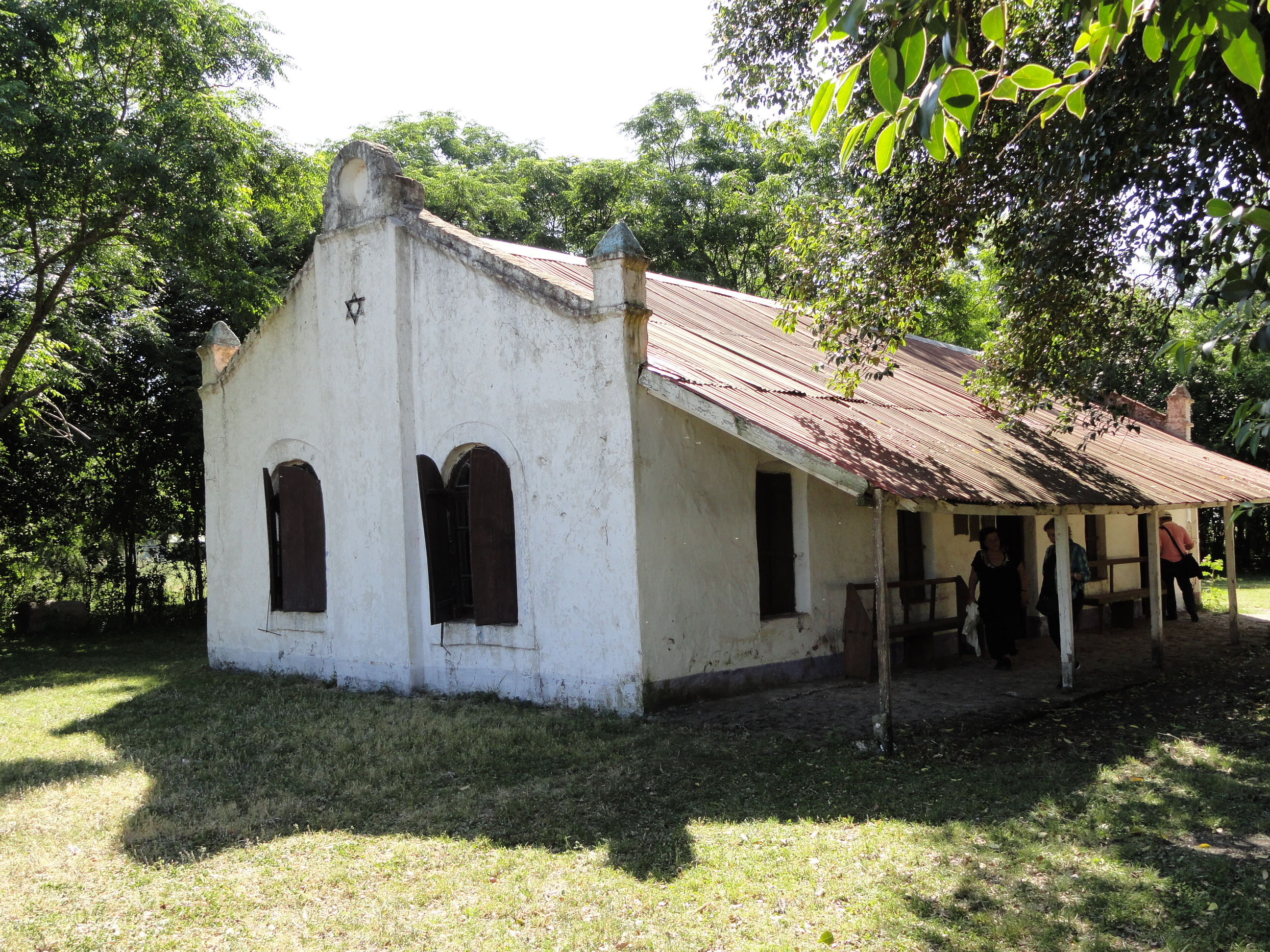
La synagogue avec son auvent
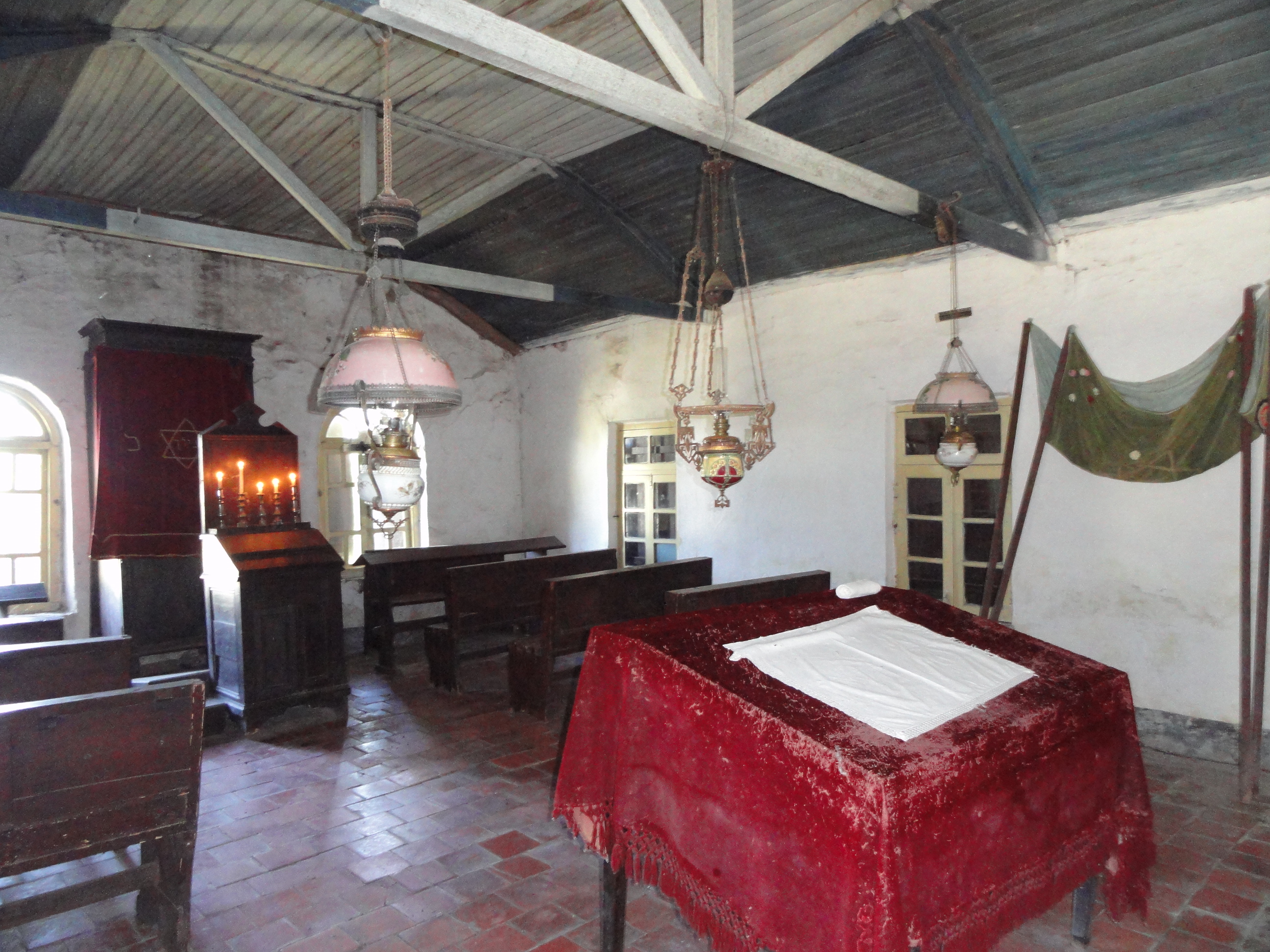
Intérieur de la synagogue côté de l'Arche Sainte
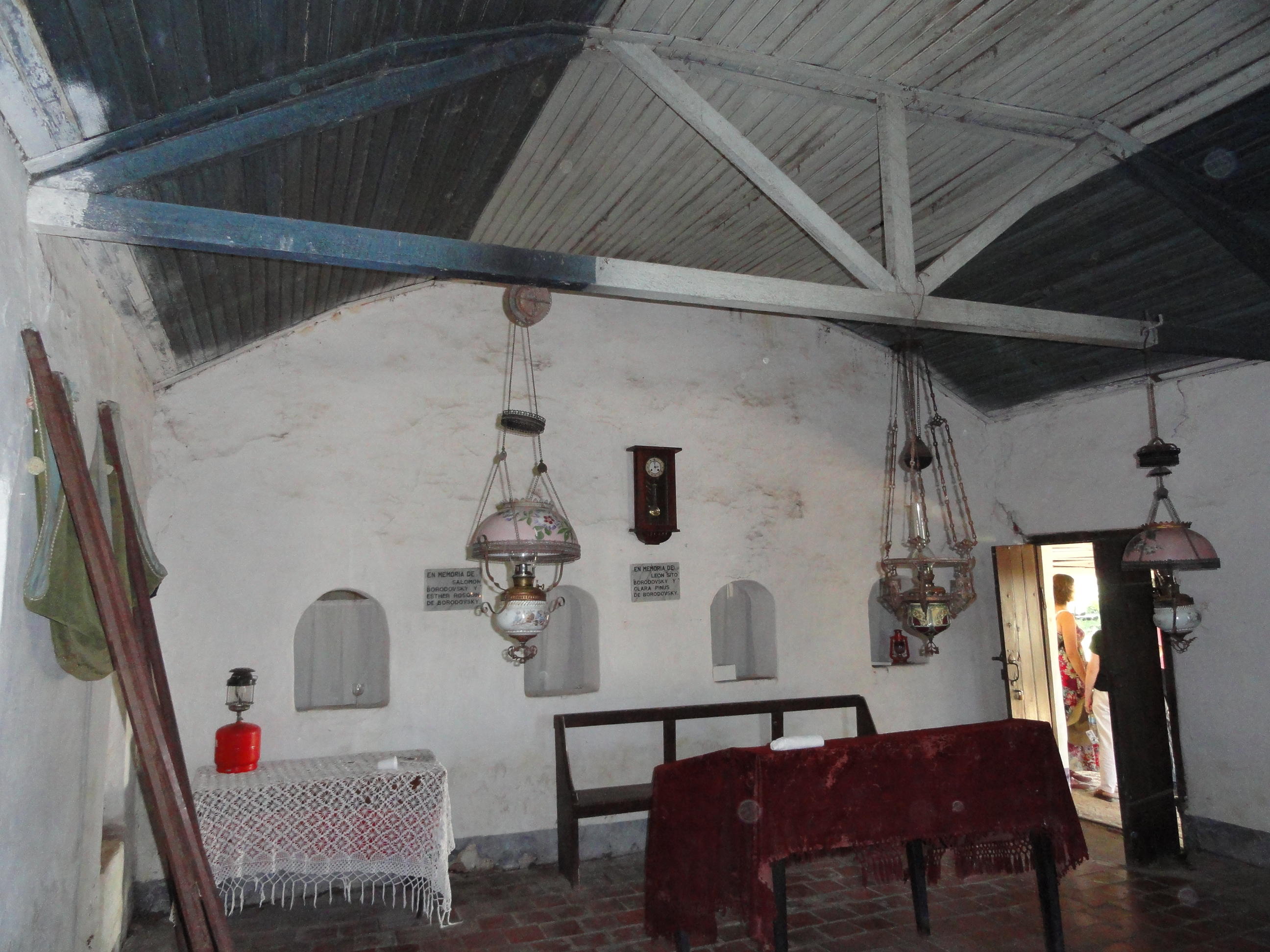
Intérieur de la synagogue, côté de la pièce pour les femmes.
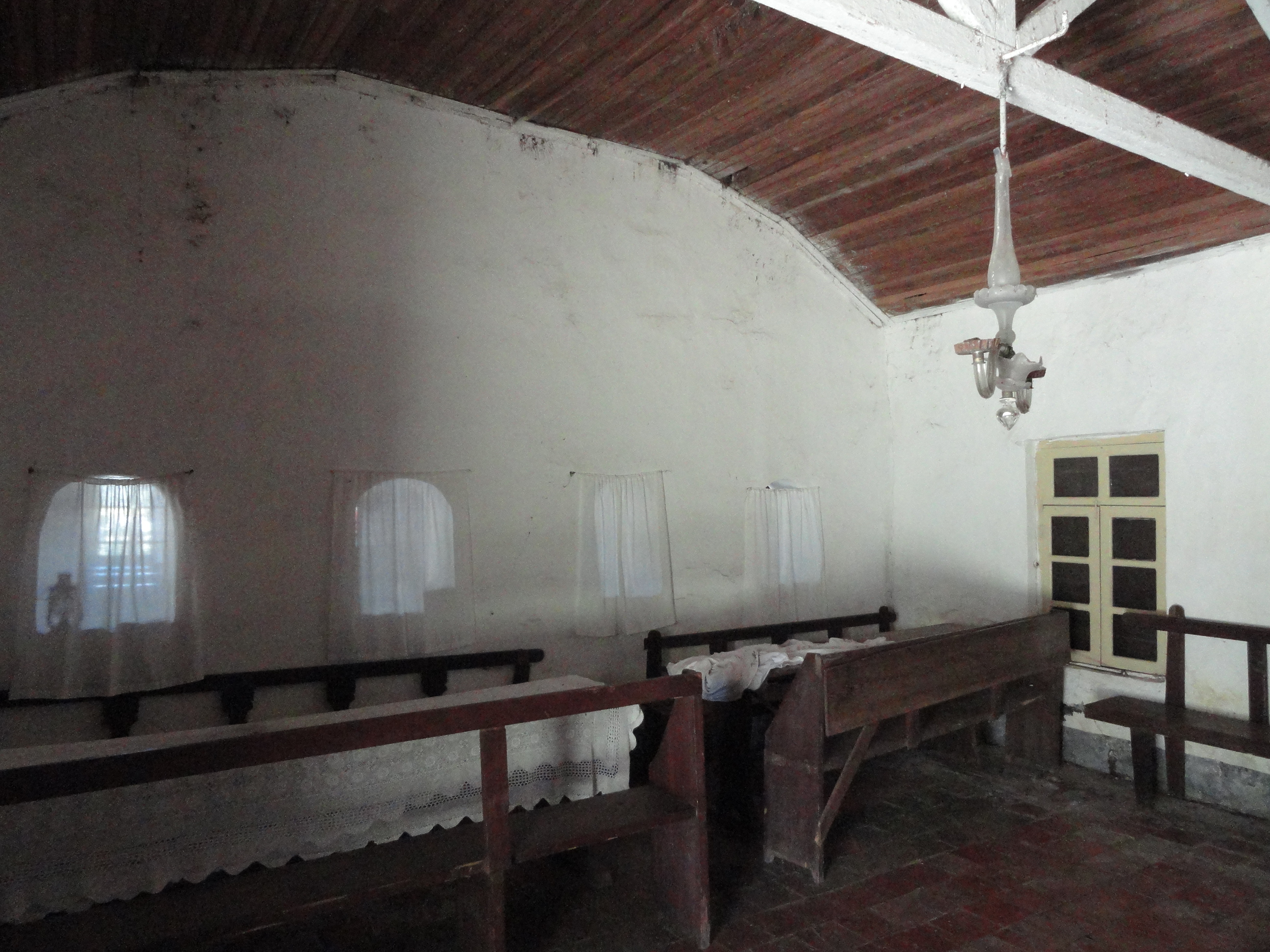
La pièce pour les femmes, salle de réunion et de cours